# Stödtlen
Stödtlen település Németországban, azon belül Baden-Württembergben. Lakosainak száma 1859 fő (2023. december 31.).

## Népesség
A település népessége az elmúlt években az alábbi módon változott:
| Lakosok száma | 1557 | 1617 | 1661 | 1640 | 1724 | 1853 | 2034 | 1998 | 1928 | 1859 |
|               | 1961 | 1967 | 1974 | 1980 | 1987 | 1993 | 2000 | 2006 | 2013 | 2023 |